# Fernando Suárez Paz
Pour les articles homonymes, voir Paz.
Fernando Suárez Paz, surnommé "Negro" Suárez Paz, (né le 1er janvier 1941 à Ramos Mejía (Buenos Aires), décédé le 12 septembre 2020 à Pilar (Buenos Aires)) était un musicien, violoniste et chef d'orchestre argentin, membre de l'orchestre symphonique national d'Argentine (es) et de l'orchestre philharmonique de Buenos Aires.

## Biographie
Né à Ramos Mejía dans la province de Buenos Aires, il commence ses études musicales à l'âge de cinq ans, en jouant du violon. Il rejoint très tôt l'orchestre symphonique des jeunes de la LRA Radio del Estado. Il se spécialise dans le genre tango et occupe régulièrement les premières places dans les groupes et orchestres dont il est membre. Plus tard, il rejoint l'Orquesta Sinfónica Nacional de Buenos Aires. Il a été pendant plus de dix-sept ans violon solo de l'Orquesta Filarmónica de Buenos Aires, dirigé par Burt Bacharach, Lalo Schifrin, Michel Legrand et Waldo de los Ríos entre autres baguettes de chef d'orchestre,.
En raison de sa façon d'interpréter la musique, pour laquelle il a fait preuve d'un talent novateur et de créativité, au milieu des années 1970, il a fait partie du groupe Los 7 del Tango sous la direction de Luis Stazo. Il participe à la création du Sexteto Mayor en 1978, dont il est membre jusqu'en 1988, date à laquelle le groupe se dissout et où il devient membre du Quinteto Nuevo Tango. Au sein du Quinteto Nuevo Tango, il a joué avec Astor Piazzolla pendant dix ans, a enregistré et publié dix-huit albums, et a fourni la bande originale de plusieurs films. Pendant cette période, Suárez Paz, sous la direction de Piazzolla, a montré ses capacités créatives et la qualité musicale que le quintette a atteint, avec l'interprétation de thèmes tels que Escualo, dédié au compositeur et chef d'orchestre argentin auteur de la pièce,,.

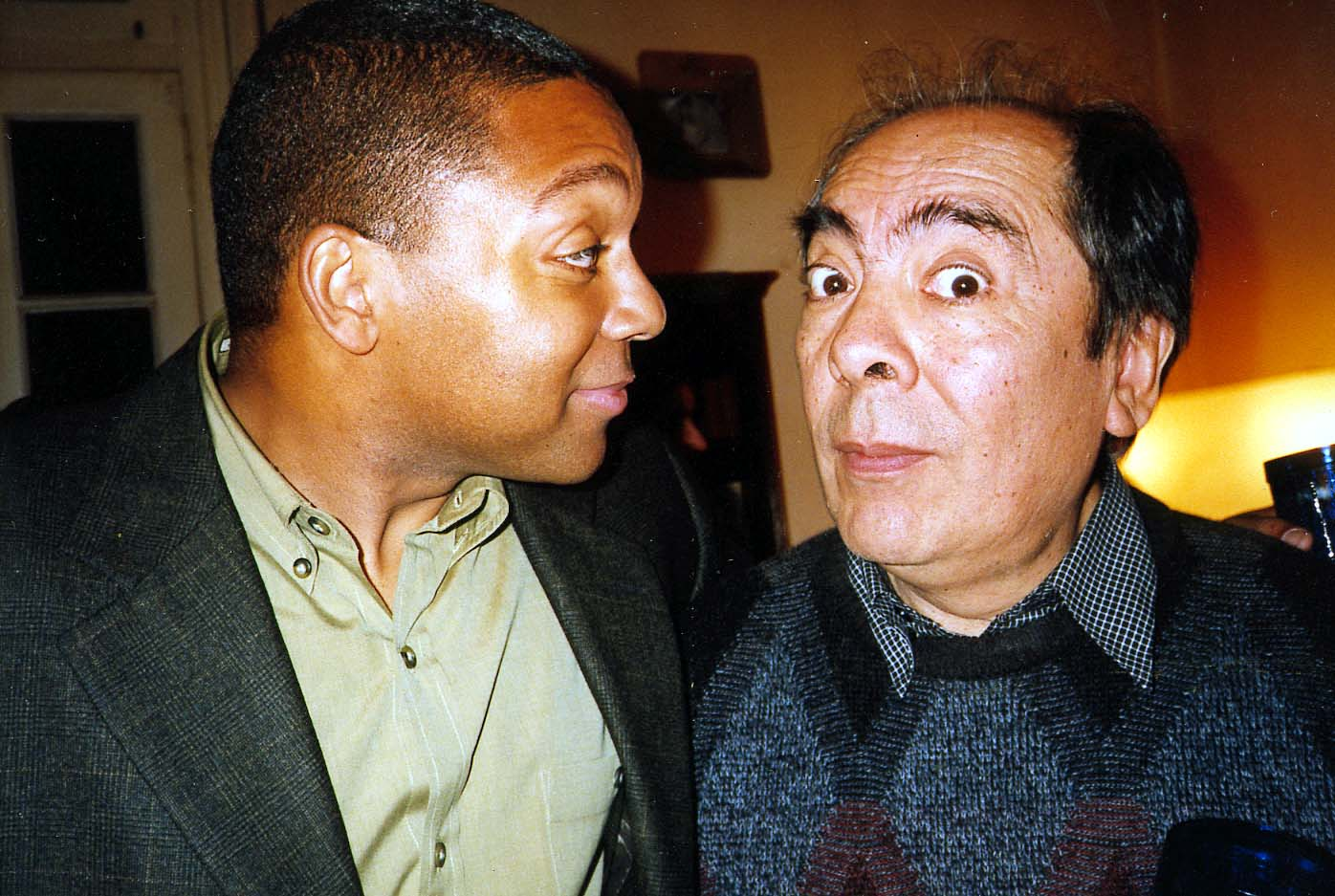
Wynton Marsalis et Fernando Suárez Paz (2000).

C'était un musicien qui cherchait à innover en jouant dans des orchestres, des symphonies et toutes sortes de groupes musicaux. Après son passage dans le Quinteto Nuevo Tango, il a joué avec Gary Burton dans des festivals en Europe, Japon et États-Unis, où il a exprimé sa capacité à s'adapter pour jouer tout ce qui va du classique au jazz, des performances qui ont été saluées par la critique internationale,.
Au début des années 1990, il est nommé membre de l'Academia Nacional del Tango de la República Argentina (en) (1991), en tant que protagoniste de la génération dite intermédiaire. En tant que soliste, il interprète et enregistre le Concierto Nácar de Piazzolla en 1993, avec l'Orquesta Sinfónica Nacional, sous la direction de Pedro Ignacio Calderón. À partir de ce moment, il donne des récitals et enregistre des disques en tant que soliste, par exemple en tant qu'interprète du "Concierto en Canto Negroriano" pour violon et orchestre, qui lui a été dédié par le compositeur et chef d'orchestre Gabriel Senanes avec lequel il s'est produit dans diverses salles en Argentine et à l'étranger, une œuvre qui a été publiée par Arcadia Records en 1995. L'année suivante, il est nommé directeur musical de la production Astor Tango, une série de récitals autour du compositeur, un programme diffusé à la télévision depuis le Teatro Ópera. Il a créé le quintette Springs for Piazzolla qui a interprété les œuvres du compositeur et a effectué une tournée en Europe (Espagne et Portugal), en Israël et en Amérique (Brésil, États-Unis et Uruguay). Il a publié deux albums : "Milonga del Ángel" chez BMG, et "Por amor a Astor" chez EPSA Music. Le troisième album a été enregistré et publié en 1997 avec le Dúo Assad, intitulé Fuga y Misterio,,.
Il a effectué une nouvelle tournée aux États-Unis en 2000 avec " Springs for Piazzolla ", accompagné par Julio Bocca. Il est invité à participer au Steinway Festival de Manchester. En 2001, il s'est rendu en Europe où il a effectué une tournée avec le Duo Assad et a été invité au festival de musique de Bergen (Norvège). Le 4 juillet, il a joué au Teatro Colón de Buenos Aires l'ouverture du cycle Astor Triunfal, en hommage à Piazzolla à l'occasion du dixième anniversaire de sa mort. Suárez a été invité au Brésil, où il a également rendu hommage à Piazzolla avec Astor Triunfal,,.
Au Teatro Colón, en septembre 2002, il a interprété le Concierto en Canto Negroriano pour violon et orchestre, de Gabriel Senanes, sous la direction du compositeur lui-même. Deux ans plus tard, il a formé un duo avec le pianiste Osvaldo Requena. Ils ont enregistré et publié un nouvel album composé d'œuvres traditionnelles et plus contemporaines de leur cru.
Il a été membre des groupes de Horacio Salgán, Miguel Caló, Fulvio Salamanca, Pedro Laurenz, Aníbal Troilo, Mariano Mores, Atilio Stampone, Leopoldo Federico, Osvaldo Requena, Néstor Marconi, Osvaldo Berlingieri et Raúl Garello,.
Il meurt le 12 septembre 2020 au Sanatorio La Trinidad, à Pilar, des suites d'une maladie dont il souffrait depuis plusieurs années,.

## Prix et reconnaissances
- Illustre citoyen de Buenos Aires.
- En 2005, l'Académie nationale de tango lui a rendu hommage à l'occasion de son 50e anniversaire en tant que musicien.
- 16 septembre 2005, reconnaissance parlementaire à Fernando Suárez Paz pour ses 50 ans de carrière par la H. Chambre des députés de la Nation et le Conseil d'administration de l'AADI.
- 2019, Grammy Latino Meilleur album de tango, Revolucionario interprété par le Astor Piazzolla Quintet[7].